# Afrocarpus dawei
Afrocarpus dawei là một loài thực vật hạt trần trong họ Thông tre. Loài này được (Stapf) C.N.Page miêu tả khoa học đầu tiên năm 1988 publ. 1989.